# 玛丽安·克鲁格·科芬

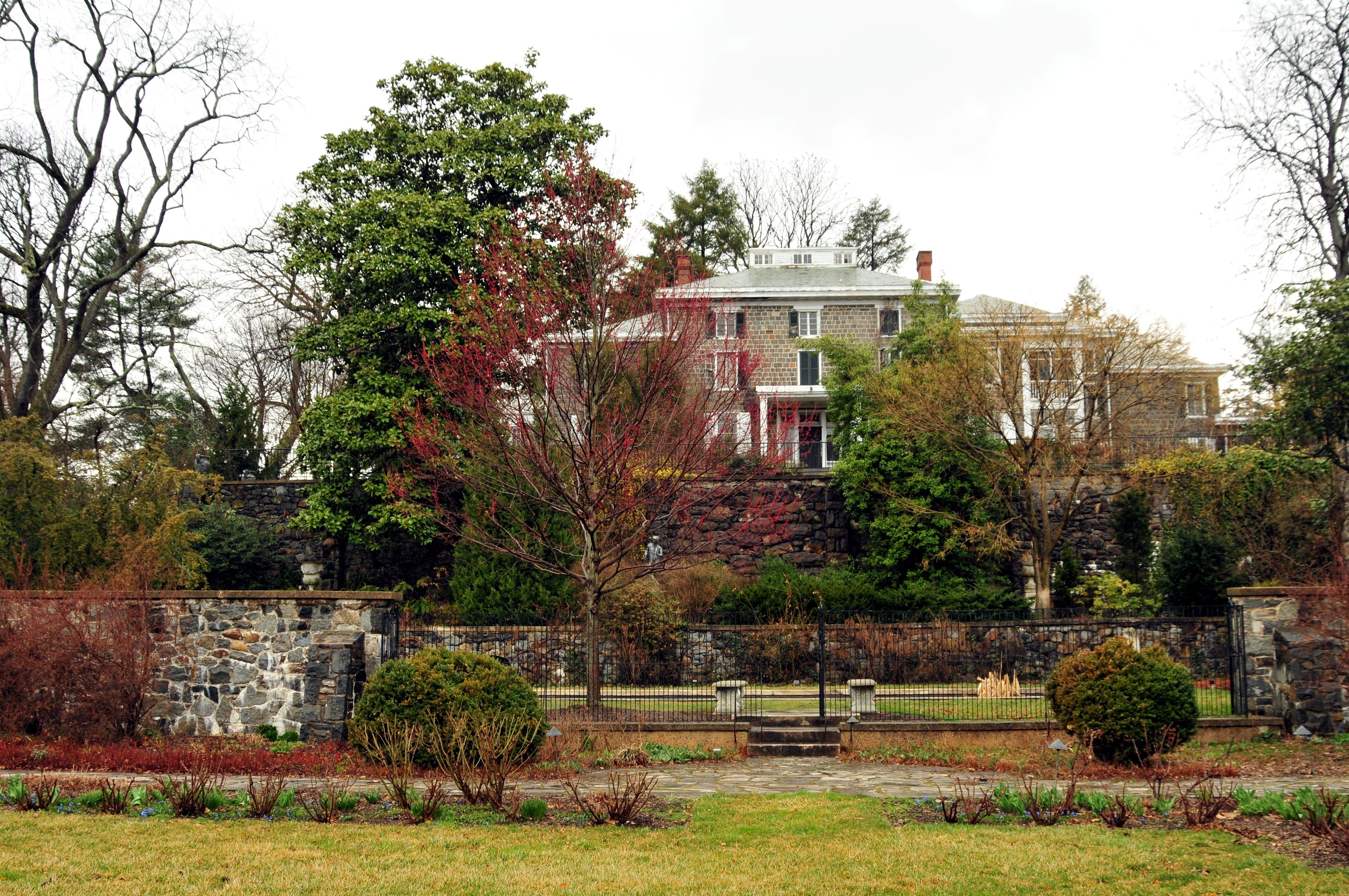
科芬于1916年至1923年间设计的特拉华州威尔明顿直布罗陀的花园

玛丽安·克鲁格·科芬（英語：Marian Cruger Coffin，1876年9月16日—1957年2月2日），美国首位女性职业景观设计师，因设计了美国东岸许多贵族花园而闻名。
科芬出生于纽约州斯卡伯勒，她的父亲在其七岁时便去世了，那时家里条件相当艰苦。此后她与母亲两人移居纽约上州的日内瓦，借居在舅舅约翰·巴克·丘奇家中。她母亲的家族是当时的上层贵族，其舅母安杰莉卡·斯凯勒·丘奇是独立战争将领菲力·斯凯勒之女，也是开国元勋亚历山大·汉密尔顿与亿万富豪史蒂芬·范伦斯勒的大姨。科芬也因其母亲家族的关系结识了许多上层贵族。
1901年科芬考入麻省理工学院景观设计专业，是那时学校里学习建筑与景观专业仅有的四名女性之一。1904年毕业后，因为性别原因，没有建筑设计公司愿意聘用她。于是，她于1905年在纽约市自己开办了事务所。此后其声名日益显著，1920年代时已经成为了美国东部最受欢迎的景观设计师之一。她的委托人包括了弗里克家族（Frick）、范德堡家族、赫顿家族（Hutton）、杜庞特家族等上层家庭。
尽管由于大萧条的冲击，科芬的业务在1930年代后在大幅减少，她还是继续从事景观设计事业，直至1957年80岁高龄过世。她一生共设计了130余件作品，其中知名作品包括特拉华州威尔明顿直布罗陀的花园，特拉华大学校园规划，长岛考姆塞特（Caumsett）及特拉华州温特图尔（Winterthur）的花园等。